# True Faith
True Faith ist ein Song der britischen New-Wave-Band New Order, der zu ihren bekanntesten zählt. Er erschien im Juli 1987 als einzige 12"-Maxi-Single aus dem Kompilationsalbum Substance 1987. Es wurden hierbei zwei separate Maxi-Singles veröffentlicht. Die zweite Version enthielt zwei Remixe von Shep Pettibone.

## Entstehung
New Order schrieb und nahm True Faith während einer zehntägigen Studio-Session mit dem Produzenten Stephen Hague auf, bei der auch der Song 1963 entstand. Die beiden Songs wurden als neues Material für das erste Single-Kompilationsalbum von New Order, Substance 1987, geschrieben. Nachdem die beiden Songs aufgenommen worden waren, entschied das US-Management der Band, dass True Faith der stärkere Track war und als neue Single mit 1963 als B-Seite veröffentlicht werden sollte. 1963 wurde 1994 neu gemischt als Single veröffentlicht.
Der Song wurde im Advision Studio One in Fitzrovia, London, aufgenommen. Laut Hague enthielt das Studio „... ein SSL-Mischpult der ersten Generation und große alte Urei-Time-Align-Monitore.“ True Faith wurde mit einer breiten Palette elektronischer Musikgeräte erstellt. Laut einem Interview in Sound on Sound verwendete New Order einen Yamaha QX 1, einen Octave Voyetra 8 Polyphonic Synthesizer, einen Yamaha DX 5 und einen Akai S900 Sampler sowie einen E-Mu Emulator II und einen E-Mu SP12.
„Das war keine wirklich glückliche Zeit im Leben von New Order“, erinnerte sich Bassist Peter Hook. „Sagen wir einfach, es war ein ziemlicher Kampf für mich, überhaupt dort weiterzukommen, abgesehen davon, dass ich beim Schreiben des Songs helfen wollte. Musikalisch bewegten wir uns mehr in Richtung Straight Dance und ich war daran interessiert, die New Order beizubehalten, die ich kannte und liebte. Ich habe es schließlich geschafft, meinen Bass auf die Originalversion zu bringen. Aber natürlich ist das erste, was Remixer tun, meinen Bass wegzunehmen und ihren eigenen drüberzulegen. Manchmal möchte ich eine Notiz anhängen, in der steht: Wie wäre es damit, den Bass zu behalten?“
Bernard Sumner erklärte 1999, inhaltlich gehe es um Drogensucht. Er selbst habe zwar nie Heroin genommen, aber versucht, sich in einen Junkie hineinzuversetzen; die ursprüngliche Textzeile "They're all taking drugs with me" sei auf Wunsch des Produzenten Stephen Hague in "They're afraid of what they see" geändert worden, aber bei Konzerten singe er manchmal die eindeutige Version.

## Veröffentlichung und Rezeption
Die Maxi-Singles wurden am 20. Juli 1987 und 10. August 1987 bei Factory Records veröffentlicht. Der Song erreichte Platz vier der britischen Charts, Platz acht in Deutschland, Platz 13 in der Schweiz und Platz 32 in den Billboard Hot 100. In Australien erreichte die Single Platz acht und in Neuseeland Platz vier. 1994 erschien eine Remix-Version des Songs, True Faith ’94, die Platz neun der britischen Charts erreichte. 2001 erschien ein weiterer Remix.
True Faith war nie ein Titel auf einem regulären Album. Später erschien der Song jedoch auf den meisten Best-of-Kompilationen von New Order (Substance 1987, The Best of New Order, Retro, International, Singles und Total). Die erste öffentliche Aufführung des Liedes fand 1987 beim Glastonbury Festival statt. Diese Version erscheint auf dem Album BBC Radio 1 Live in Concert der Gruppe. Die ursprüngliche 7"-Version des Songs erschien erst 2011 auf einer Kompilation, auf Total: From Joy Division to New Order.

## Musikvideo
Zu True Faith wurde ein surreales Musikvideo gedreht, das von Philippe Decouflé inszeniert und choreografiert und von Michael H. Shamberg produziert wurde.
Die Eröffnungssequenz, in der zwei Männer synchron zum Beat sich gegenseitig ohrfeigen, bezieht sich auf Marina Abramovićs und Ulays Video-Performance Light / Dark aus dem Jahr 1977. Kostümierte Tänzer springen im Takt der Musik herum, kämpfen und schlagen sich gegenseitig, während eine Person in dunkelgrünem Make-up aus dem Boxsack eines umgedrehten Boxers kommt und die Texte gebärdet (in LSF). Mehrfach wurde das Video zu einem der besten des Jahres gewählt. Der Fernsehsender von Sky, The Amp, stufte es beispielsweise als das beste Video des Jahres 1987 ein, die Leser des Smash Hits-Magazins als das drittbeste Video des Jahres 1987, und es gewann 1988 den BRIT Award für das „britische Video des Jahres“. Das Video war ebenfalls inspiriert vom Triadischen Ballett des Bauhauskünstlers Oskar Schlemmer.
Die Gesamttonalität, die Themen und die verschiedenen Elemente des Videos wurden in Decouflés Szenografie und Choreografie für die Eröffnungszeremonie der Olympischen Winterspiele 1992 in Albertville wieder aufgenommen.

## Coverversionen
Coverversionen existieren unter anderem von George Michael, H-Blockx, Sophie Ellis-Bextor, Gregorian, Lotte Kestner sowie von Too Shy feat. Anthony C. Ebenso existiert eine Gothic-Rock-Version von Dreadful Shadows.